# Hołd pruski 1525

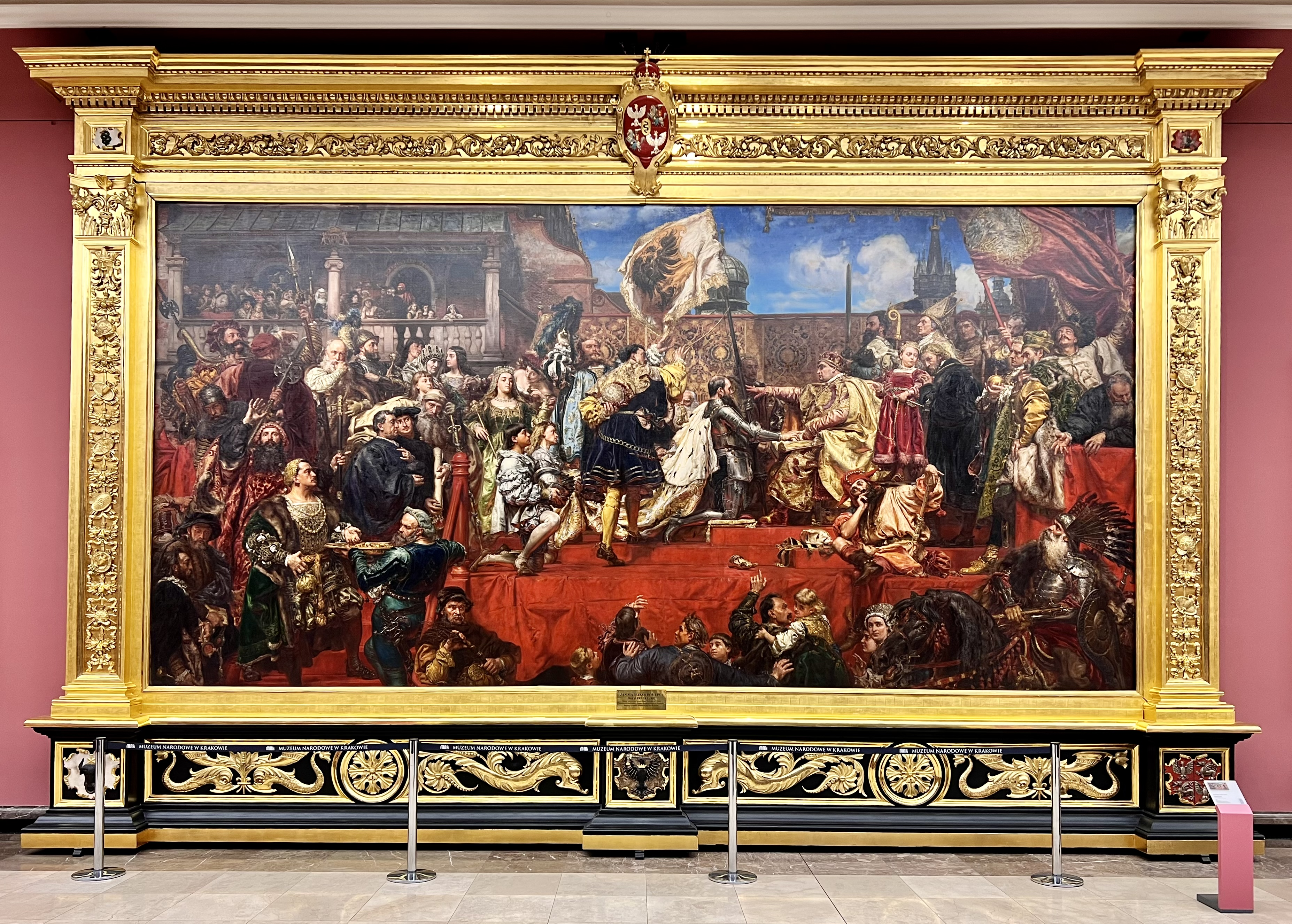
Hołd pruski Jana Matejki, 1882, Sukiennice – oddział Muzeum Narodowego w Krakowie

Hołd pruski 1525 – hołd lenny złożony królowi Zygmuntowi I Staremu przez Albrechta Hohenzollerna, księcia w Prusach, który odbył się 10 kwietnia 1525 roku w Krakowie. Miał miejsce bezpośrednio po zawarciu dwa dni wcześniej traktatu krakowskiego, w wyniku którego Prusy Zakonne zostały przekształcone w Księstwo Pruskie będące lennem Królestwa Polskiego. Był to jeden z dwunastu hołdów pruskich w historii Polski.
W czasie składania hołdu na Goldzie rynku krakowskiego, Albrechtowi towarzyszyła delegacja stanów pruskich. Albrecht odebrał z rąk króla proporzec z herbem Prus Książęcych jako symbol lenna. Oznakę zależności od króla i Korony symbolizowała umieszczona na piersi czarnego pruskiego orła litera S (Sigismundus) oraz korona na jego szyi.

## Znaczenie

Proporzec wręczony księciu Albrechtowi przez króla polskiego (rys. współczesny).

8 kwietnia 1525 roku, w wyniku traktatu krakowskiego, ostatni wielki mistrz pruskiej gałęzi Zakonu krzyżackiego, sprawujący władzę świecką nad państwem zakonu krzyżackiego Albrecht Hohenzollern, przyjął wyznanie luterańskie i przekształcił państwo zakonne w świeckie państwo stając się jego władcą (księciem w Prusach), wyznaczonym przez zwierzchniego pana lennego – czyli króla Polski (noszącego prawny tytuł księcia pruskiego, czyli władcy całych Prus). Książę w Prusach miał otrzymać pierwsze miejsce wśród dostojników świeckich senatu Królestwa Polskiego. Dwa dni później złożył hołd lenny swojemu wujowi Zygmuntowi Staremu, królowi Polski.
W wyniku zawartego traktatu prawo do dziedziczenia Prus Książęcych otrzymali męscy potomkowie Albrechta, a w razie jego bezpotomnej śmierci – jego bracia Jerzy, Kazimierz i Jan z potomstwem męskim. Po wygaśnięciu tych linii rodu Prusy miały zostać przejęte bezpośrednio przez Królestwo Polskie. Z dziedziczenia wyłączona była linia elektorska Hohenzollernów. Na wypadek wojny toczonej przez Królestwo (innej niż wojna o same Prusy) książę w Prusach miał wystawić zaledwie stu rycerzy. Ustanowiono natomiast mieszane polsko-pruskie sądy do rozstrzygania spraw, które mogły zostać wytoczone księciu w Prusach, lub też apelacji od werdyktów, jakie wydawały sądy księcia.  Traktat krakowski był pierwszą umową o charakterze międzypaństwowym pomiędzy władcą katolickim a protestanckim w Europie.

## Sytuacja przed hołdem

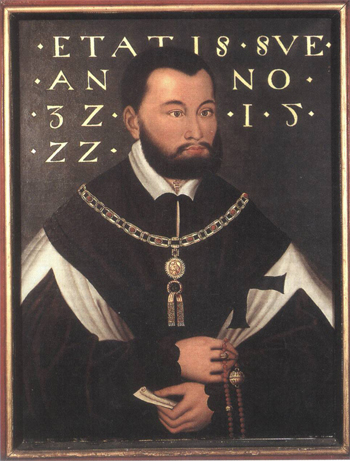
Albrecht Hohenzollern jako wielki mistrz w 1522 roku

Zanim doszło do złożenia hołdu, obie strony przez wiele lat przygotowywały polityczne jak i ideologiczne podstawy do zawarcia traktatu krakowskiego. Albrecht Hohenzollern już w 1523 roku spotkał się z Marcinem Lutrem, który przekonał go do porzucenia sprzecznych według niego z naturą i Biblią reguł zakonnych i utworzył na terenie państwa zakonnego świeckie państwo z luterańskim władcą na czele.
W tym samym czasie Zygmunt I wysłał do Norymbergi spolszczonego niemieckiego rycerza z Prus Królewskich – Achacego von Zehmen, wojewodę malborskiego i zaufanego rotmistrza królewskiego, zasłużonego w czasie wojny Korony z Albrechtem, w celu przedstawienia Sejmowi Rzeszy racji stanu Korony co do Gdańska i Elbląga, a także z oficjalną propozycją dla Albrechta zrzeczenia się urzędu wielkiego mistrza na rzecz Zygmunta, w zamian za rekompensatę w ludziach, ziemi i pieniądzu. Achacy von Zehmen dostał jednak drugą tajną misję od Krzysztofa Szydłowieckiego oraz podkanclerzego koronnego i biskupa poznańskiego Piotra Tomickiego, którzy kazali mu przekazać Albrechtowi, że znają jego zamiary i popierają pomysł sekularyzacji Prus i wdrożenia nauczania luterańskiego w tym kraju. Chcieli go też powstrzymać od jego ewentualnych zamiarów wystąpienia z zakonu i przejścia na służbę francuską. Wielki mistrz Albrecht Hohenzollern mógł więc liczyć na poparcie wpływowej elity politycznej Korony w swoich zamiarach co do utworzenia dziedzicznego księstwa na terenie państwa zakonnego.
Zupełnie inne stanowisko w tych sprawach reprezentował prymas Jan Łaski, który miał poparcie senatu (składającego się z gorliwych duchownych katolickich) i uważał, że jedyną drogą zakończenia odwiecznych konfliktów z zakonem jest jego likwidacja; podobne zdanie wyrażała królowa Bona Sforza. Miało to się odbyć m.in. poprzez przeniesienie Krzyżaków na Mołdawię, gdzie mieliby pełnić swoją pierwotną funkcję (walka z poganami) oraz inkorporacji Prus do Korony.
Pod koniec 1523 roku doszło do zjazdu w Grotkowie, gdzie obok Szydłowieckiego obecni byli Achacy von Zehmen i biskup Piotr Tomicki. Oficjalnie Albrechtowi przedłożono jeszcze inną koncepcję, która przewidywała złożenie hołdu, powtórzenie postanowień traktatu toruńskiego i zwrot ziem krzyżackich zgarniętych w ostatnich konfliktach przez Polskę. Była to jednak jedynie gra na czas i propozycja ta została bezkompromisowo odrzucona i podjęto rokowania w sprawie sekularyzacji i utworzenia luterańskiego państwa satelitarnego.
Następnie doszło do kolejnego zjazdu w Bytomiu. Nie uczestniczył w nim sam Albrecht, lecz jego delegaci, którzy zostali oficjalnie przywitani przez Krzysztofa Szydłowieckiego. Razem z nimi opracował plan i koncepcje dalszej polityki w Prusach, które miały być potem przedłożone Zygmuntowi I – król do tego momentu był nieświadomy możliwości sekularyzacji państwa zakonnego, ani nie zdawał sobie sprawy z tego, co dzieje się za jego plecami, a przynajmniej nie poświęcał temu zbyt wiele uwagi. Szydłowiecki, jako bliski współpracownik i zaufany Zygmunta I, zagwarantowałby aprobatę tej propozycji ze strony króla. Przedstawiona następnie sejmowi koncepcja mijała się z marzeniami senatorów.

## Skutki
Wydarzenia związane z hołdem pruskim zlikwidowały państwo krzyżackie, czyniąc jego spadkobiercę, świeckie państwo pruskie, krajem zależnym od Polski. Aż do srebrnego wieku, tj. epoki Wazów na tronie Polski, zagrożenie z tego kierunku zostało odsunięte i zmarginalizowane, jednak nie zlikwidowane. Dynastia panująca w Prusach wymarła w 1619 r, ale już w 1563 Zygmunt II August dopuścił do przejęcia lenna pruskiego przez spokrewnionych elektorów brandenburskich, w 1605 bez zgody Sejmu Zygmunt III Waza nadał elektorowi brandenburskiemu Joachimowi Fryderykowi  kuratelę nad umysłowo chorym księciem pruskim Albrechtem Fryderykiem, co było jedna z przyczyn rokoszu Zebrzydowskiego. W 1611 sejm zatwierdził nadanie lenna elektorowi Janowi Zygmuntowi Hohenzollernowi (nalegał na to król w obawie przed sojuszem szwedzko-brandenburskim). Od tego momentu władcy Brandenburgii-Prus dążyli do połączenia swoich ziem w jednolite terytorialnie państwo, do czego przeszkodą były ziemie Prus Królewskich. Podczas potopu szwedzkiego w traktatach welawsko-bydgoskich zerwano zależność lenną Prus od Rzeczypospolitej.

## Ocena

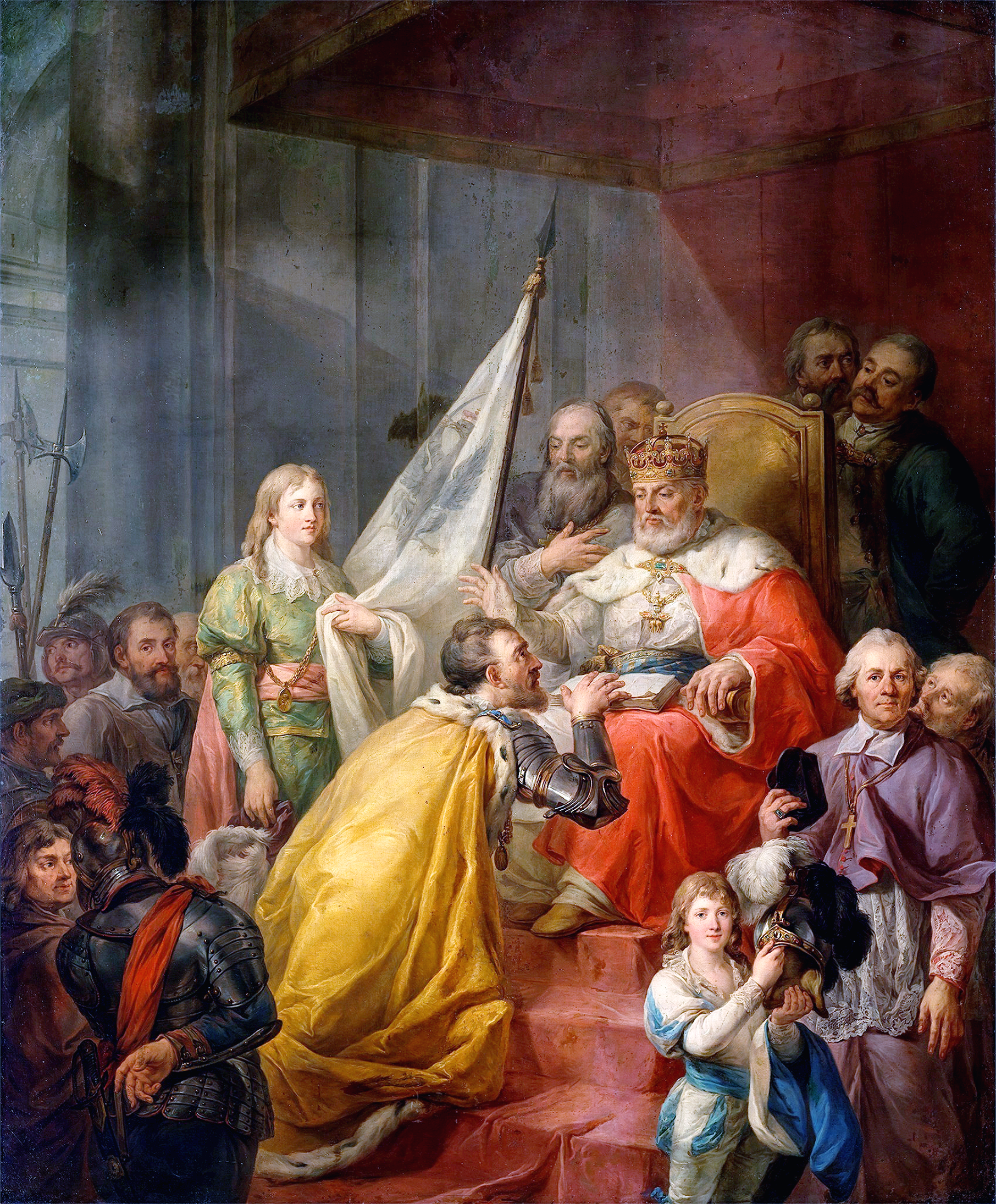
Marcello Bacciarelli, Hołd pruski, 1796, Zamek Królewski w Warszawie

Dla współczesnych hołd pruski był wielkim triumfem Zygmunta I Starego. Pogląd ten przeważał do połowy XIX wieku. Wyrazem tego był obraz Marcella Bacciarellego z 1796 roku.
Jednak już Stanisław Hozjusz w wierszu o hołdzie ocenił to wydarzenie jako niedostateczne działanie:
Powiedz, ktokolwiek przeczytasz te sprawy,
Czyli nie nazwiesz monarchę szalonym,
Co mogąc łatwo skończyć z zwyciężonym,
Wzrok mu swój wolał pokazać łaskawy?
Przez część historyków, zwłaszcza przez przedstawicieli tzw. krakowskiej szkoły historycznej, hołd pruski – a właściwie traktat krakowski – oceniany był negatywnie jako błąd polityczny (Józef Szujski, Michał Bobrzyński). Wskazywano, że lepszym rozwiązaniem byłaby inkorporacja Prus do Korony.
Pojawiały się jednak opinie odwrotne. Hołd uważany jest za sukces dyplomatyczny i najlepsze możliwe rozwiązanie problemu pruskiego w tamtym momencie.

## Upamiętnienia
Miejsce hołdu upamiętnione jest na krakowskim rynku specjalną tablicą. 
Wydarzenie to stało się tematem obrazu Marcella Bacciarellego z 1796 roku oraz jednego z najbardziej znanych obrazów Jana Matejki (eksponowanego w Galerii Sztuki Polskiej XIX wieku w Sukiennicach, będącej oddziałem Muzeum Narodowego w Krakowie), a także zostało przedstawione w serialu Królowa Bona.
W 2025 Senat przyjął uchwałę ws. upamiętnienia Hołdu Pruskiego w jego 500. rocznicę